# Papieski Instytut Liturgiczny Świętego Anzelma
Anselmianum – Papieski Instytut Liturgiczny w Rzymie, benedyktyńska szkoła wyższa na prawach papieskich.

## Historia
W 1687, za pontyfikatu papieża Innocentego XI, powstało pierwsze kolegium benedyktyńskie w Rzymie. Szkołę zreformował w 1887 papież Leon XIII. Profesorowie praktykowali użycie metody historyczno-krytycznej w lekturze źródeł. Benedyktyni związani z Anselmianum brali udział w przygotowaniu Kodeksu Prawa Kanonicznego w 1917 (m.in. kard. Jusztinián Serédi) oraz nowego Kodeksu w 1983 (bp Viktor Dammertz). Cyprian Vagaggini pracował przy opracowywaniu tekstów modlitw eucharystycznych dla Mszału Rzymskiego wydanego w 1970. W 1950 utworzono Instytut Liturgiczny, zaś w 1952 Instytut Studiów Monastycznych. W 1961 papież Jan XXIII wyniósł kolegium do rangi Papieskiego Instytutu Liturgicznego, pierwszego w świecie. Jest to jedyna uczelnia przyznająca doktorat w dziedzinie liturgii katolickiej.
Wykładowcami uczelni byli m.in.: Joseph Gredt, Benedetto Calati, Odo Casel, Kassius Hallinger, Cyprian Vagaggini, Basilius Steidle, Adalbert de Vogüé, Emmanuel von Severus, Anselm Günthör, Benedikt Schwank, Basil Studer. Z uczelnią związani byli lub są: Benno Gut, Jan Józef Janicki, Paul Augustin Mayer, Anscar Chupungco, Piero Marini, Konrad Krajewski, Wacław Świerzawski.